# Visione beatifica differita
La visione beatifica differita è la concezione secondo la quale le anime vedranno Dio solo al momento della resurrezione. Fino a quel momento le anime dei morti possono essere in una condizione di veglia - teoria dello psicopannichismo - o dormire - "sonno dell'anima", teoria del condizionalismo - o anche morire con il corpo - mortalismo o tanatopsichia - salvo resuscitare nel giorno del giudizio.
La dottrina cattolica e la maggior parte delle confessioni protestanti considerano eretica questa teoria, opponendole l'idea che subito dopo la morte del corpo l'anima sia soggetta al giudizio divino, accedendo alla visione beatifica nel Paradiso, o alla sua eterna punizione nell'Inferno.
Secondo il cristianesimo ortodosso, le anime dei dannati soffrono nell'ombra e quelle dei salvati stanno nella luce, accedendo alla visione divina solo nel momento della resurrezione dei morti. Infine, alcune confessioni cristiane accettano la teoria dello psicopannichismo: tra queste, la Chiesa cristiana avventista del settimo giorno, i Testimoni di Geova e i cristadelfiani.

## Storia della dottrina

### I Padri della Chiesa
A parte diversi passi dei vangeli canonici e delle lettere di Paolo, sui quali si esercita l'esegesi dei teologi, il primo ad aver ipotizzato la visione differita sembra essere stato, verso il 150, Giustino il quale, nel suo Dialogo con Trifone, scrive che le anime dei giusti, dopo la morte, «rimangono in un luogo migliore, mentre quelle dei peccatori stanno in uno peggiore, aspettando il giorno del giudizio. Quelle giudicate degne da Dio non moriranno, le altre saranno certamente punite per il tempo che Dio vorrà». Verso il 180, Ireneo di Lione afferma che le anime dei santi si trovano in un luogo invisibile e godranno della visione di Dio nel giorno della resurrezione, quando saranno riunite al corpo.
Quasi contemporanea è la testimonianza di Tertulliano il quale nell'Adversus Marcionem sostiene che le anime dei giusti si trovano nel «seno di Abramo», una regione non celeste ma nemmeno infera, fino a quando, con la resurrezione, «non otterranno la ricompensa». Nel De anima lo stesso Tertulliano specifica che le anime si trovano nell'Ade, già consolate o punite, in attesa del premio definitivo o dell'eterna punizione, mentre nell'Apologeticum afferma che le anime dei giusti si trovano in paradiso, un luogo dove attendono la resurrezione, e nello Scorpiace descrive le anime dei martiri cristiani che riposano sotto gli altari: anche Vittorino di Poetovio commenta il passo dell'Apocalisse allo stesso modo, interpretando «sub altare» come «sub terra». Per quanto non precisamente coerenti, tutte le affermazioni di Tertulliano precludono alle anime dei giusti la «visione beatifica» che viene rimandata al giorno della risurrezione.
Il poeta cristiano Prudenzio crede che le anime dei santi riposino nel «seno di Abramo», che il ricco Epulone può vedere mentre brucia all'inferno mentre anche Origene rimanda la visione di Dio al giorno del giudizio, e in due scritti Ambrogio afferma che «le anime aspettano che maturino i tempi e le ricompense meritate, per le une la gloria, per le altre le pene»: intanto, esse attendono nell'invisibilità dell'Ade. La stessa opinione è accolta da Lattanzio nelle sue Divinae Institutiones e Ilario di Poitiers commenta il Salmo 138, sostenendo che tutte le anime dei morti devono necessariamente scendere nell'inferno, dal momento che anche Gesù vi è disceso.
Sofronio Eusebio Girolamo riferisce che Vigilanzio avrebbe sostenuto che le anime dei santi si trovavano nel «seno di Abramo», identificato con i Campi Elisi o con le leggendarie Isole Fortunate: da parte sua, lo stesso Girolamo sostiene, sulla scorta di Matteo 18, 10 che all'anima umana non è permesso vedere direttamente Dio come è permesso agli angeli, ma con la resurrezione le anime vedranno Dio «faccia a faccia» quando saranno trasformate in angeli, come scrive Paolo.
Anche Agostino di Ippona si riferisce a Girolamo su questo punto, nella Epistola CXLVIII, citando Luca (20, 36) dov'è scritto che con la resurrezione gli uomini «sono come gli angeli e sono figli di Dio»: Agostino chiarisce poi che le anime dei defunti possono vedere Dio anche prima della resurrezione, ma non allo stesso modo degli angeli, quali essi diventano rivestendo la carne. Inoltre le anime non vengono giudicate subito dopo la morte e riposano in luoghi segreti.
Teodoreto di Cirro sostiene in più passi dei suoi scritti l'ipotesi della visione differita: nelle Questiones et responsiones ad orthodoxos nega credibilità letterale alla parabola del ricco Epulone, perché a suo avviso i giusti potranno essere premiati solo dopo la resurrezione: allo stesso modo va intesa la promessa del paradiso fatta da Gesù al buon ladrone, e Teodoreto ribadisce anche nella Interpretatio epistolae ad Hebraeos (XI, 39) che ancora al suo tempo i santi non hanno ricevuto alcun premio: del resto, Teodoreto afferma che anche se gli angeli vedono «la faccia» di Dio, nemmeno loro possono penetrare l'essenza divina, secondo una interpretazione che si impone nella Patristica greca. Così, i più tardi Teofilatto di Bulgaria (1090-1126) ed Eutimio Zigabeno seguono esattamente la sua interpretazione, ma già Giovanni Crisostomo aveva sostenuto che perfino i cherubini conoscono Dio solo nella sua forma incarnata, rimanendo sconosciuta anche a loro la sua sostanza. Questa opinione è del resto condivisa da Girolamo, che scrive che «vedere Dio nella sua natura, l'occhio umano non può: non solo l'uomo, ma nemmeno gli Angeli, i Troni, le Potestà, le Dominazioni, nessuno».
La tesi della visione differita era diffusa anche tra i cristiani di Armenia, secondo quanto attesta il carmelitano Guido Terreni di Perpignano (1270-1342), che la giudicava eretica perché in contrasto con la parabola del mendicante Lazzaro e del ricco Epulone, in cui il Terreni ritiene che dopo essere stato nel «seno di Abramo», l'anima di Lazzaro, alla resurrezione di Cristo, sia giunta in paradiso. Del resto, anche i Greci sostenenevano la stessa opinione della visione beatifica ritardata e ancora nel Concilio di Ferrara essi affermavano che le anime, in attesa della resurrezione, erano beate in modo imperfetto: poste in un luogo a parte, la loro beatitudine consisteva nella certezza del futuro ingresso nel paradiso.

### La Scolastica
Tommaso d'Aquino accenna ne In quatuor libri Sententiarum alla visione beatifica differita: convinto che Traiano sia stato assunto al cielo grazie alle preghiere di Gregorio Magno, spiega che era tuttavia già previsto che l'anima dell'imperatore fosse solo temporaneamente all'Inferno, ma ammette anche che la sua pena abbia potuto essere «sospesa fino al giorno del giudizio».
La posizione dell'Aquinate è, tuttavia, contraria alla visione beatifica differita.

### La posizione di papa Giovanni XXII

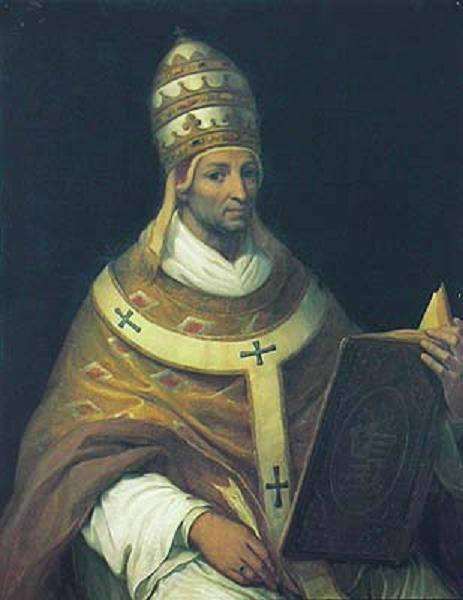
Giovanni XXII

Papa Giovanni XXII sostenne, a partire dal 1º novembre 1331, la tesi della visione beatifica differita al giorno della resurrezione dei corpi, e cercò di imporre alla Facoltà di teologia di Parigi l'insegnamento di questa dottrina: il re francese Filippo VI lo minacciò di rogo, se non avesse ritrattato, secondo la testimonianza del cancelliere della Sorbona, il teologo Jean Gerson. Il Gerson aggiunse, nel suo sermone In festo Pasche, che questa dottrina del papa fu condannata al suono «dei corni e delle trombe» davanti a re Filippo, notizia poi ripresa da Erasmo da Rotterdam nella sua edizione dell'Adversus haereses di Ireneo.
In più scritti Guglielmo di Occam accusò il papa di eresia: negli appositi trattati Tractatus contra Ioannem e Compendium errorum Joannis Papae XXII, oltre che nell'Opus nonaginta dierum. Nel Contra Ioannem Occam sostiene che quell'eresia «era stata un tempo condannata solennemente da un concilio generale», senza però indicare di quale concilio si trattasse; ma Occam coglie anche l'occasione per riferire che in un altro sermone giovanneo, il Tolle puerum et matrem eius, il papa avrebbe sostenuto anche l'altra eresia, correlata a quella della visione beatifica differita, secondo la quale nemmeno le anime dei dannati vengano punite nell'inferno fino al giorno del giudizio. Nel Compendium Occam rimprovera il papa di aver imposto ai teologi parigini che quelle «sue costituzioni erano sane e cattoliche» e non dovessero essere confutate, mentre nell'Opus nonaginta lo accusa nuovamente di eresia per non credere che «la beata Vergine, gli Apostoli, i martiri e gli altri santi ora non vedano Dio in cielo».
Anche Marsilio di Inghen raccoglie la fama ereticale di Giovanni XXII ma afferma che il papa abbia poi rinnegato quell'opinione grazie alle pressioni della Sorbona, mentre nel XVI secolo le accuse di Occam furono ripetute dallo storico veronese Paolo Emili nella sua De rebus gestis Francorum e il dotto Adriaan Florisz, divenuto poi papa con il nome di Adriano VI, cita l'«errore pestifero» di Giovanni, anche a dimostrazione che i papi non sono infallibili.
La memoria di papa Giovanni XXII trovò un difensore nell'arcivescovo di Aix Gilbert Génébrard, il quale nella Chronographia riferiva che lo stesso Occam, nel suo Dialogus de Imperio et Pontificia Potestate testimoniava che Giovanni non aveva avuto «intenzione di dire qualcosa contro la fede, e se questo fosse avvenuto» lo avrebbe senz'altro revocato. Anche Sisto da Siena giustificò il papa, sostenendo che egli morì prima di aver potuto, come voleva, discutere la materia. Una materia controversa e non definita, se «un ingente numero di padri della chiesa» si era espressa a favore della visione differita, per non dire di Bernardo di Chiaravalle che su questo oggetto era stato accusato di eresia da Alfonso di Castro.
Il benedettino Paul Lang (1460-1536), nel suo Chronicon Citizense, giustifica l'eresia di papa Giovanni con la demenza senile che l'avrebbe colpito in vecchiaia ma che non gli avrebbe impedito di ritrattare poco prima di morire. Anche il cronista Christianus Masseeuw sostiene che Giovanni XXII abbia sostenuto quell'errore, tanto da far incarcerare nel 1333 il domenicano inglese Thomas Waleys che lo aveva attaccato, ma è convinto che il papa abbia ritrattato il proprio errore, anche se si emendò soprattutto grazie agli ammonimenti dei suoi amici.
Giovanni Villani riporta nella sua Cronica l'atto di revoca dell'opinione sostenuta fatta dal papa il 3 dicembre 1334, il giorno prima della sua morte, su sollecitazione del cardinale dal Poggetto, suo nipote, e degli altri suoi parenti. La dichiarazione, tradotta in volgare, fu fornita al Villani dal fratello, allora alla corte di Roma: «Giovanni vescovo, servo di servi di Dio, a perpetua memoria [...] dichiariamo, confessiamo certamente e crediamo che l'anime purgate partite da' corpi sono ne' cieli de' cieli e in paradiso con Cristo, e in compagnia delli angeli raunate, e veggiono Idio e la divina essenzia faccia a faccia chiaramente, in quanto lo stato e la condizione dell'anima partita dal corpo comporta. E se altre cose e quale o per altro modo intorno a questa materia per noi dette predicate, overo scritte fossono, per alcuno modo quelle cose abbiamo dette, predicate, overo scritte, recitando e disputando i detti della sacra Scrittura e de' santi, e così vogliamo essere dette, predicate, e scritte [...]».
Il successore di Giovanni XXII, Benedetto XII emise il 29 gennaio 1336 la costituzione Benedictus Dei con la quale stabiliva che i santi «videro e vedono l'essenza divina con visione intuitiva e anche facciale» e nel Concilio di Firenze, Eugenio IV emanò il 6 luglio 1439 la bolla Laetentur coeli nella quale si riafferma che le anime dei santi vedono Dio uno e trino; anche il Concilio di Trento decretò il 3 dicembre 1563 che i santi «godono in cielo con eterna felicità». La decisione del Concilio fiorentino aveva, a giudizio di Silvestro Siropulo (XV secolo), autore di una Storia del Concilio fiorentino consumato il tradimento della tradizione della Patristica, tanto greca che latina, del rinvio della glorificazione delle anime dei giusti al giorno della risurrezione e della loro attesa «in luoghi nascosti e in atrii esterni» al paradiso.
Roberto Bellarmino si occupò a fondo del problema: riguardo a Giovanni XXII, citando il Villani, egli rileva che se il papa certamente sostenne quell'opinione, tuttavia si ravvide e non può essere considerato eretico perché a quel tempo la Chiesa non si era ancora pronunciata. Ma l'intento del Bellarmino è un altro e più urgente: è la polemica anti-protestante.

### Lutero

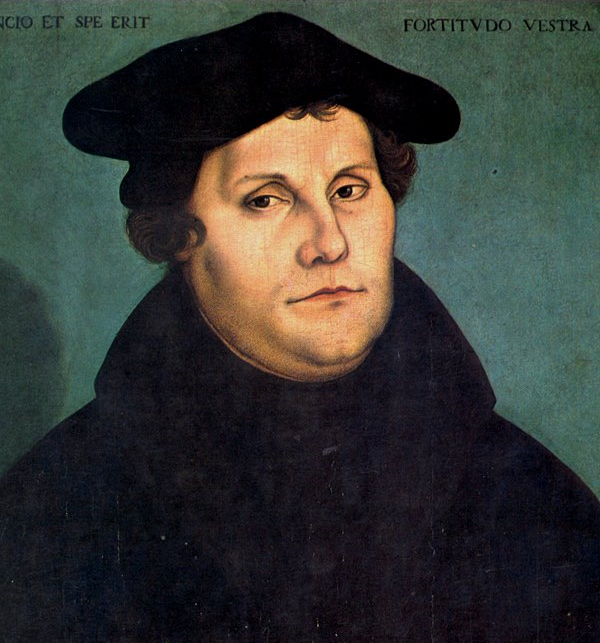
Lucas Cranach: Lutero

Bellarmino, infatti, nel De Ecclesia Triumphante, accusa insieme Lutero e il Cornelio Agrippa del De occulta philosophia di aver sostenuto l'eresia del sonno delle anime: a sostegno, il cardinale gesuita si limita a citare, senza entrare in dettagli, la Theologiae Martini Lutheri trimembris epitome del teologo, già luterano ma convertito al cattolicesimo, Friedrich Staphylus (1512-1564), che indicava nelle Lezioni sul Genesi del riformatore tedesco l'espressione della visione beatifica differita.
Lutero, riferendo della morte di Abramo, e della parabola lucana di Lazzaro e del ricco Epulone, afferma che il «seno di Abramo» è stato sostituito dal «seno di Cristo», dove le anime dormono in pace, come è detto, fino al giorno del giudizio. Non ci è dato sapere altro se non che «le anime non soffrono delle pene dell'inferno, ma è a loro preparato un cubicolo nel quale dormano in pace», mentre la «stoltezza dei papisti» ha inventato addirittura cinque diversi luoghi per le anime dei morti.
Il teologo luterano Johann Gerhard (1582-1637), che non condivide l'ipotesi del sonno delle anime, nega che Lutero l'abbia mai sostenuta: nel trattato De novissimis in genere, che si divide in due parti, il De morte e il De mortuorum resurrectione Gerhard afferma la posizione, in via generale, probabilistica di Lutero, che in un passo del suo commento al Genesi scrive anche «l'anima non dorme ma è sveglia e vede e ascolta le parole degli angeli e di Dio». Nello stesso commento, Lutero aggiunge che le anime di coloro che sono morti prima di Cristo riposano nel «seno di Abramo» - il luogo equivalente al limbo dei cattolici - senza che si possa tuttavia descrivere la loro reale condizione. Quanto alla promessa fatta da Gesù al buon ladrone crocifisso con lui, va intesa nel senso che la sua anima avrebbe riposato nel «suo seno» - che ha ormai sostituito quello di Abramo - non già che essa abbia ancora accesso al regno: mentre Cristo regna, «i santi dormono e non sanno quello che succede».
L'ambiguità della sua posizione su questo problema espose Lutero a successive accuse: un ex-calvinista, il cardinale Jacques Davy Du Perron (1556-1618), afferma che il riformatore tedesco abbia sostenuto la tesi della tanatopsichia - la morte dell'anima con il corpo, fatta salva la sua resurrezione con il corpo nel giorno del giudizio - allo scopo di impedire la pratica del culto dei santi. Scrive infatti il cardinale che «Lutero negò l'immortalità dell'anima e disse che essa moriva con il corpo e che poi Dio avrebbe resuscitato l'una e l'altro, anche se, secondo la sua opinione, non avrebbe goduto della presenza visibile di Dio, traendo di qui un'argomentazione contro la preghiera dei santi, per dimostrare che i santi non ascoltano le nostre preghiere».
Anche il teologo anglicano Francis Blackburne (1705-1787) ritiene che Lutero considerasse l'immortalità dell'anima una «fola basata soltanto sui decreti del papa», come risulta nella Assertio in risposta alla condanna di Leone X, in cui Lutero definisce l'immortalità dell'anima «una delle infinite fole del letamaio dei decreti romani». Commentando l'Ecclesiaste (IX, 10) - «nel soggiorno dei morti dove vai, non c'è lavoro, pensiero, conoscenza o sapienza» - Lutero deduce che i morti dormano e nulla sentano ma giacciano finché, risvegliati, crederanno di aver dormito un solo istante. Mentre i corpi dormono nel loro sepolcro, l'anima va in un particolare luogo, che contiene tutte le anime, quasi un sepolcro fuori dal nostro mondo materiale, così come la terra è invece la tomba del corpo.
In ogni caso, sul problema del sonno delle anime Lutero si era espresso in modo specifico in una lettera inviata al teologo Nicolaus Amsdorf il 13 gennaio 1522: in essa dichiarava «di non saperne abbastanza per poter rispondere» e nella letteratura biblica si potevano trovare esempi contrastanti sulla questione, così che «nessuno sa che cosa Dio faccia delle anime separate». Alla fine della sua vita, secondo la testimonianza di Johann Sleidan, Lutero avrebbe sostenuto che, nell'altra vita, riconosceremo i nostri parenti «quando saremo rinnovati per Cristo», espressione che rimanda la coscienza delle anime al giorno della resurrezione.

### Cornelio Agrippa
Anche Cornelio Agrippa si occupò, nel suo De occulta philosophia, del problema del sonno delle anime, citando i passi ricordati di Ireneo, Tertulliano, Ambrogio, Agostino, Lattanzio. Riporta anche il passo di una lettera pseudo-clementina attribuita all'apostolo Pietro nel quale si sostiene che Dio ha portato presso di sé in paradiso i giusti: «Invece i corpi di coloro che non hanno potuto soddisfare interamente alla legge di giustificazione e le cui carni hanno serbato qualche avanzo di malizia, cadono in dissoluzione. Le loro anime vengono però accolte in luoghi in cui abbonda il tripudio affinché, riprendendo nel giorno della resurrezione i corpi purificati dalla dissoluzione, possano godere del retaggio eterno».
Da parte sua, l'Agrippa ritiene che «tali problemi restano troppo misteriosi per poter essere affrontati con successo» e, citando Agostino, conclude che «val meglio dubitare delle cose nascoste che fantasticare su quelle incerte».

### Calvino

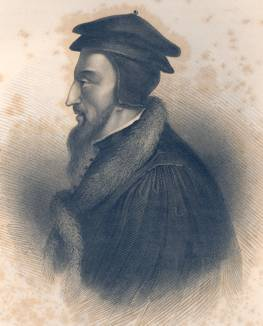
Giovanni Calvino

Calvino scrisse, intorno al 1535, quando non aveva ancora aderito apertamente alla Riforma protestante, una Psycopannychia, pubblicata nel 1542, nella quale rifiutava le tesi anabattiste del sonno delle anime dei giusti fino al giorno della resurrezione. Bellarmino, che non cita quest'opera giovanile del teologo francese, ricorda invece che nella Institutio Christianae religionis si troverebbero espressioni proprie dell'eresia psicopannichista: Cristo, «essendo entrato nel Santuario del cielo, può solo presentare le preghiere del popolo che sta a distanza nell'atrio».
Esiste tuttavia in Calvino una contraddizione tra questa convinzione dell'attesa delle anime e le affermazioni da lui fatte, combattendo il culto dei santi, secondo le quali «se qualcuno pretende che sia impossibile che le anime non mantengano la stessa carità che ebbero da vive, così come esse sono congiunte a noi dalla comune fede, io risponderei piuttosto: chi ci ha rivelato che esse abbiano orecchie così lunghe da estenderle fino alle nostre parole?». E ancora, mettersi a indagare in quale luogo si trovino le anime dei giusti e se ottengano la visione di Dio prima o dopo la resurrezione dei corpi, è «follia e temerarietà», poiché la Scrittura non ci illumina: essa dice certamente che i puri di cuore vedranno Dio e che i reprobi subiranno le pene meritate, ma qui «si arresta e non va oltre. Chi sarà il maestro o il dottore che ci insegnerà quel che Dio ci ha nascosto?».
Infine, commentando la lettera ai Filippesi, dove Paolo afferma di essere «stretto da due lati: il desiderio di partire e di essere con Cristo» o di «rimanere nella carne», Calvino considera questo passo la confutazione del «delirio di coloro che sognano che le anime divise dai corpi dormano. Paolo testimonia apertamente che noi godremo della presenza di Cristo, quando saremo dissolti».

### Il mortalismo nell'Inghilterra del Seicento
In Inghilterra il dibattito sul mortalismo emerse già negli anni della Riforma. Nel 1530 William Tyndale, in risposta a Thomas More, riaffermava la resurrezione come la speranza della vita oltre la morte, come anche John Frith.
Man's mortality (1643) di Richard Overton può essere considerato la prima difesa del mortalismo pubblicata in Inghilterra. Dopo Tyndale e Overton vengono John Milton con la sua De doctrina christiana, Thomas Hobbes, Thomas Browne, John Locke e Isaac Newton.

#### Thomas Burnet

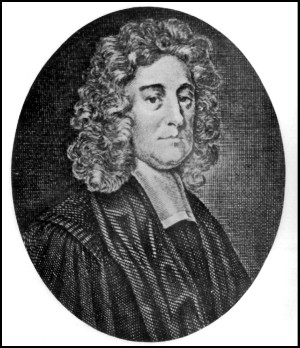
Thomas Burnet

Il teologo anglicano inglese Thomas Burnet (1635-1715) affrontò il problema dello stato delle anime dopo la morte nel trattato De statu mortuorum et resurgentium, pubblicato postumo per la prima volta a Londra nel 1720, con successive ristampe londinesi nel 1723, nel 1726, nel 1727, fino all'edizione di Rotterdam del 1729.
L'essenza dell'anima, secondo Burnet, è il pensiero, che non ha una natura materiale e, in quanto tale, non essendo soggetto a corruzione, è immortale. Dunque, l'anima è incorporea e immortale, come Dio e altri enti. Nel Vecchio Testamento Burnet trova riscontri dell'irriducibilità dell'anima spirituale con il corpo materiale: già nel Genesi è descritta la formazione dell'uomo, il cui sorpo è di fango, ma la cui anima è un soffio divino. Quello poi ritorna alla terra, mentre l'anima ritorna a Dio, come ricorda l'Ecclesiaste. Nel Nuovo Testamento, la distinzione di anima e corpo è affermata da Gesù più volte, come quando afferma di non temere «coloro che uccidono il corpo, ma non possono uccidere l'anima», o morendo rimette al Padre il suo spirito, o richiamò l'anima di Lazzaro e della figlia di Giairo e con altri «detti, fatti e in ogni modo, Cristo testimoniò che le anime sono distinte dal corpo e sopravvivono alla sua morte».
Nelle Scritture, sostiene Burnet, è detto che i morti si addormentano e con ciò non viene pregiudicata l'immortalità dell'anima: «così, l'anima non muore nel sonno, né perde tutte le sue facoltà ma, priva di sensibilità, non ha rapporti con il mondo esterno. Così diviene nello stato della morte o, come si dice, nello stato separato; si vive con Dio e con il mondo dell'intelletto: fino a quando non ci risveglieremo nella resurrezione e riassunto l'aspetto visibile e corporeo, non riprenderemo i rapporti con il mondo esterno».
È da rilevare che il corpo riassunto dall'anima nella resurrezione non sarà, secondo Burnet, quello primitivo fatto di carne, sangue ed ossa, ma «sarà di quella forma che viene detta gloriosa e celeste, di luce liquida e di aria stellare, secondo la sua dignità divina e delle ragioni eteree dove Cristo risiede». La resurrezione sarà accompagnata da uno sconvolgimento universale con il ritorno allo stato del caos originario, cui farà seguito la nuova Terra dell'Eden, «senza mari, monti, rocce e dirupi», al mite clima di un'eterna primavera. Una tale rappresentazione corrisponde a quella già descritta dal Burnet nella sua Telluris theoria sacra, pubblicata nel 1681.

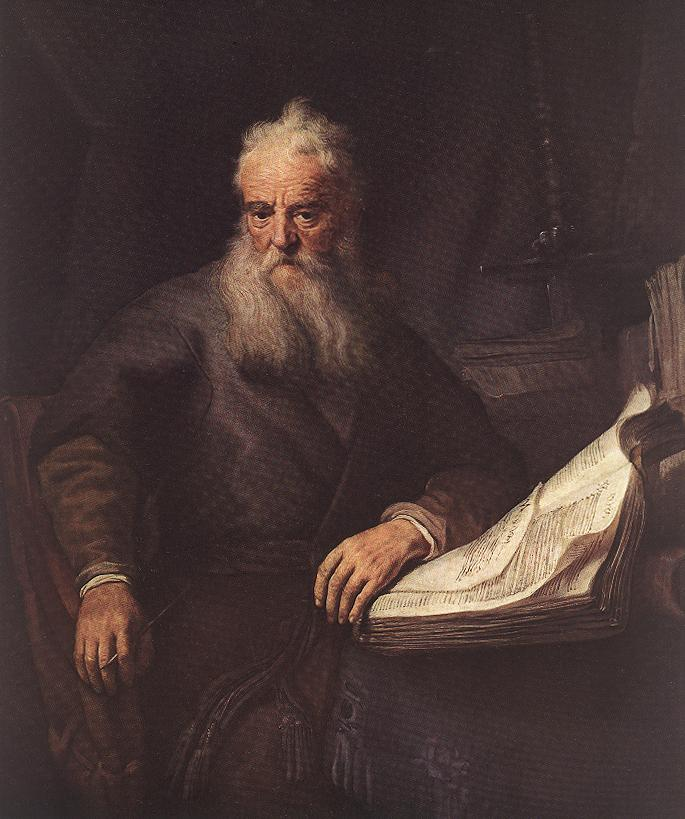
Rembrandt: Paolo

Questo stato intermedio - osserva Burnet - fu negato da «non pochi teologi riformati», per timore di reintrodurre l'ipotesi del Purgatorio, «che, come è noto, è un'invenzione degli umani pontefici per ingannare il popolo e mantenere il potere dei preti». Mantenere la dottrina della immediata visione beatifica dopo la morte del corpo, significa anche giustificare la dottrina cattolica del culto dei santi, come affermava persino il cardinale Bellarmino: «notava giustamente il Bellarmino che questa dottrina è il fondamento di tutte quelle altre che riguardano i santi e cioè il culto dei santi, la loro canonizzazione, le immagini e le reliquie dei santi, i pellegrinaggi e i voti. Vedi che catena, pesante d'oro e d'argento, trascina con sé questo dogma». Anche «le innumerevoli quantità di favole» raccontate dai monaci riguardanti le apparizioni in terra delle anime sotto forma di spettri e di visioni servono a «introdurre e a confermare la fede nel Purgatorio».
Invece, molti passi delle lettere di Paolo confermano, secondo Burnet, che non vedremo Dio subito dopo la nostra morte. Nella I Corinzi (XIII, 12) Paolo scrive che ora vediamo come per mezzo di uno specchio, in modo oscuro, ma allora - «quando sarà venuta la perfezione» - vedremo faccia a faccia. Nella stessa lettera Paolo scrive che i morti, «quelli che dormono in Cristo», sarebbero perduti se non ci fosse la resurrezione, e annuncia un mistero: «non tutti dormiremo, ma tutti saremo mutati» quando suonerà la tromba e «i morti risusciteranno incorruttibili e noi saremo mutati». Anche in I Tessalonicesi (IV, 15-16) si esprime la convinzione che solo con la seconda venuta di Cristo «saremo sempre con il Signore», quando «egli discenderà dal cielo e quelli che sono morti in Cristo risusciteranno per primi; poi noi viventi [...] saremo rapiti con loro sulle nuvole, per incontrare il Signore nell'aria». Lo stesso concetto Paolo esprime scrivendo che «noi soffriamo in noi stessi, aspettando intensamente l'adozione, la redenzione del nostro corpo», e nel «disfacimento della tenda», che corrisponde al nostro corpo materiale, corrisponderà un'eterna abitazione in cielo.
Una difficoltà sembra però essere nella interpretazione dei due omologhi passi paolini di Filippesi I, 23: «il desiderio di partire e di essere con Cristo» e di II Corinzi V, 8: «abbiamo più caro di partire dal corpo e di andare ad abitare con il Signore», ove non si parla di sonno dell'anima e alla morte del corpo sembra immediatamente congiunta la sua presenza con Cristo. Secondo Burnet, Paolo alluderebbe a una presenza corporea con Cristo e allora egli avrebbe presupposta la resurrezione dei corpi come già avvenuta.

### La dottrina dello stato intermedio e i contemporanei
Il teologo cattolico Karl Rahner in Teologia dall'esperienza dello Spirito sostiene l'inaccettabilità della visione differita, come nulla di più di un semplice «modello rappresentativo». Analizzando alcune formulazioni di papa Benedetto XII sulla resurrezione dei morti, Rahner, pur accettando un libero dibattito teologico sull'argomento, crede più plausibile l'ipotesi che la resurrezione universale sia coincidente con la stessa morte individuale, che porta l'anima direttamente alla fine del tempo.
Karl Barth è dell'opinione che il momento della trasfigurazione del corpo fisico sia coincidente con quello della morte mentre il luterano Oscar Cullmann sostiene che i morti «si avvicinino di più» al Cristo proprio in virtù del sonno del loro stato intermedio, secondo un dettato paolino. L'idea del sonno dei morti viene ripresa anche dal cattolico Sergio Quinzio, che considera questa visione come più aderente e fedele al tessuto biblico e alla predicazione apostolica in particolare.
(Sergio Quinzio, Dalla gola del leone, Milano 1980)
L'intera questione della visione beatifica è stata recentemente riconsiderata in un saggio del filosofo Andrea Vaccaro.